# Рифтон (Нью-Йорк)
Рифтон (англ. Rifton) — переписна місцевість (CDP) в США, в окрузі Ольстер штату Нью-Йорк. Населення — 481 особа (2020).

## Географія
Рифтон розташований за координатами 41°49′43″ пн. ш. 74°2′17″ зх. д. / 41.82861° пн. ш. 74.03806° зх. д. (41.828723, -74.038052).  За даними Бюро перепису населення США в 2010 році переписна місцевість мала площу 3,04 км², уся площа — суходіл.

## Демографія
Згідно з переписом 2010 року, у переписній місцевості мешкало 456 осіб у 189 домогосподарствах у складі 134 родин. Густота населення становила 150 осіб/км².  Було 220 помешкань (72/км²).
Расовий склад населення:
| - 92,8 % — білих - 2,0 % — чорних або афроамериканців - 1,1 % — азіатів - 0,2 % — корінних американців - 2,2 % — осіб інших рас |

До двох чи більше рас належало 1,8 %. Частка іспаномовних становила 6,4 % від усіх жителів.
За віковим діапазоном населення розподілялося таким чином: 19,5 % — особи молодші 18 років, 64,9 % — особи у віці 18—64 років, 15,6 % — особи у віці 65 років та старші. Медіана віку мешканця становила 47,6 року. На 100 осіб жіночої статі у переписній місцевості припадало 95,7 чоловіків;  на 100 жінок у віці від 18 років та старших — 86,3 чоловіків також старших 18 років.
Середній дохід на одне домашнє господарство  становив 59 579 доларів США (медіана — 52 974), а середній дохід на одну сім'ю — 79 935 доларів (медіана — 71 681). За межею бідності перебувало 10,8 % осіб, у тому числі 0,0 % дітей у віці до 18 років та 0,0 % осіб у віці 65 років та старших.
Цивільне працевлаштоване населення становило 255 осіб. Основні галузі зайнятості: освіта, охорона здоров'я та соціальна допомога — 54,5 %, науковці, спеціалісти, менеджери — 15,7 %, фінанси, страхування та нерухомість — 11,4 %, будівництво — 11,0 %.